# Łuna 16
Łuna 16 – jedna z radzieckich bezzałogowych sond kosmicznych należąca do programu Łuna. Była to pierwsza bezzałogowa sonda kosmiczna, która powróciła z Księżyca (przywożąc ze sobą 101 gramów księżycowego gruntu).
Statek ten został wyposażony w kamerę telewizyjną, sprzęt do monitorowania promieniowania kosmicznego oraz temperatury, wyposażenie komunikacyjne, a także w ramię z wiertłem, które umożliwiało zebranie próbek regolitu księżycowego.

## Przebieg misji
W czasie lotu sondy pojawiało się wiele problemów związanych z odchyleniem od ustalonej orbity, skutkiem czego lądownik mógł uderzyć w niezamierzone miejsce na Srebrnym Globie. Dokonano wielu poprawek i korekt.
Podczas zbliżenia się do lądowania uruchomiono główny silnik, który spowolnił opadanie statku. 20 września 1970 o 05:18 UTC sonda wylądowała w miejscu o współrzędnych lunarnych 0°41’ S, 56°18’ E. W mniej niż godzinę po lądowaniu o godz. 06:03 rozpoczęto automatyczne wiercenie otworu w glebie w celu pobrania próbek. Po siedmiu minutach urządzenie zatrzymało się 35 cm pod powierzchnią, a następnie zaczęło się wycofywać, zbierając tym samym księżycowy pył.
Po 26 godzinach i 25 minutach od lądowania na powierzchni Księżyca, 21 września o godzinie 07:43 rozpoczęto procedurę startu  w celu powrotu na Ziemię. Trzy dni później, 24 września kapsuły z próbkami księżycowego gruntu dotarły do atmosfery ziemskiej z prędkością 11 km/s. Materiał wylądował 80 km na południowy wschód od miasta Żezkazgan w Kazachstanie o godzinie 05:25. Analizy przywiezionego bazaltu wykazały bliskie podobieństwo do gleby badanej (na miejscu) przez amerykańską misję załogową Apollo 12.

## Znaczenie misji
Dzięki tej misji przekazano na Ziemię także wiele dobrej jakości fotografii struktury powierzchni Księżyca.
Sonda Łuna 16 miała ogromne znaczenie w poznawaniu i eksploracji przestrzeni kosmicznej nie tylko dla Związku Radzieckiego, ale i dla całej ludzkości. Zaczęła się rozwijać technologia w pełni automatycznego pobierania próbek z innych ciał niebieskich. Ogółem radzieckie misje dostarczyły na Ziemię około 300 g skał z Księżyca:
| Lądownik | Masa próbki gleby | Rok  |
| -------- | ----------------- | ---- |
| Łuna 16  | 101 g             | 1970 |
| Łuna 20  | 30 g              | 1972 |
| Łuna 24  | 170,1 g           | 1976 |

Trzy niewielkie próbki gruntu księżycowego (po 2 gramy), dostarczone przez sondę Łuna 16, sprzedano na aukcji Sotheby’s w 1993 r. za 442 500 dolarów.